# 1-Butyl-1-methylpyrrolidiniumbis(trifluormethylsulfonyl)amid
1-Butyl-1-methylpyrrolidiniumbis(trifluormethylsulfonyl)amid ist eine ionische Flüssigkeit (auch: ionic liquid oder Flüssigsalz), also ein Salz, dessen Schmelzpunkt unter 100 °C liegt. Mit einem Schmelzpunkt von −18 °C handelt es sich um eine Raumtemperatur-ionische Flüssigkeit (RTIL).

## Darstellung
1-Butyl-1-methylpyrrolidiniumbis(trifluormethylsulfonyl)amid kann durch eine Anionenmetathese ausgehend von 1-Butyl-1-methylpyrrolidiniumbromid und Lithiumbis(trifluormethylsulfonyl)amid gewonnen werden.

## Verwendung
1-Butyl-1-methylpyrrolidiniumbis(trifluormethylsulfonyl)amid kann als Lösungsmittel, z. B. für Suzuki-Miyaura-Reaktionen oder Nitrierungen genutzt werden. Weiterhin wird es in der Elektrooxidation von Wasserstoff und als Elektrolyt für Superkondensatoren untersucht, sowie in Extraktionsprozessen eingesetzt.